# Cnestispa darwini
Cnestispa darwini es un coleóptero de la familia Chrysomelidae.
Fue descrita científicamente en 1930 por Maulik.